# 스트레인지 매직
《스트레인지 매직》(영어: Strange Magic)은 2015년 공개된 미국의 애니메이션 영화이다. 윌리엄 셰익스피어의 희곡 《한여름 밤의 꿈》에서 영감을 얻어 제작되었다.

## 줄거리
마법의 왕국은 요정 왕국과 어둠의 숲으로 나뉜다. 요정 공주 마리앤은 결혼식 날 약혼자 롤랜드를 다른 요정과 키스하는 것을 보고 다시는 사랑에 빠지지 않겠다고 맹세한다. 어둠의 숲에서 늪지 왕은 돌보는 어머니 그리젤다의 반대에도 불구하고 사랑에 대해 같은 견해를 가지고 있다.
마리앤의 여동생 던과 그녀의 엘프 친구 써니는 마리앤이 그들을 구하기 전에 거대한 도마뱀에게 거의 잡아먹힐 뻔한다. 국경을 넘어 어둠의 숲으로 떨어진 써니는 프림로즈 꽃잎을 발견하고 숨긴다. 봄 무도회에서 롤랜드는 마리앤을 다시 얻으려 하지만, 마리앤은 화를 내며 그를 쫓아낸다. 롤랜드는 자신의 전사들에게 조언을 구하고, 그들은 농담으로 마리앤을 유혹할 사랑의 묘약을 구하라고 말한다. 롤랜드는 던에게 짝사랑을 하는 써니를 만나고, 각자의 요정에게 사용할 사랑의 묘약을 얻기 위해 어둠의 숲으로 모험을 떠나도록 설득한다. 써니는 돌아와 숨겨둔 프림로즈 꽃잎을 찾고, 임프의 안내를 받아 늪지 왕의 은신처로 간다. 그곳에는 설탕자두 요정이 늪지 왕에게 붙잡혀 있었다. 써니는 설탕자두 요정을 찾고, 써니가 자신을 풀어주겠다고 약속하면 사랑의 묘약을 만들어주겠다고 동의한다.
플럼의 탈출은 늪지 왕을 깨우고, 늪지 왕은 써니와 임프가 도망치는 동안 플럼을 다시 붙잡는다. 써니는 무도회로 돌아와 던에게 사랑의 묘약을 뿌리려 한다. 늪지 왕이 축제를 방해하고 던이 사랑의 묘약을 맞자마자 그녀를 붙잡고, 임프는 묘약을 훔쳐 숲 전체에 퍼뜨린다. 늪지 왕은 달이 지기 전까지 묘약을 자신에게 가져오지 않으면 던을 해치겠다고 명령한다. 아버지의 명령을 거부하고 마리앤은 여동생을 쫓아 날아가고, 아버지는 롤랜드에게 늪지 왕의 성으로 걸어갈 소규모 군대를 준다.
던은 묘약 때문에 늪지 왕과 사랑에 빠지고, 늪지 왕은 자신의 정신 건강을 위해 그녀를 가둔다. 마리앤이 도착하여 여동생을 돌려달라고 늪지 왕과 싸운다. 상황의 심각성을 깨달으면서 둘은 공통의 흥미를 찾기 시작한다. 해독제를 구하기 위해 설탕자두에게 조언을 구하자, 그녀는 진정한 사랑이 묘약의 효과를 무효화할 것이라고 설명한다. 늪지 왕은 몇 년 전 사랑의 묘약으로 실패한 후 설탕자두의 말을 듣지 않았기 때문에 이것을 몰랐다. 마리앤과 늪지 왕 사이에 상호 매력이 발전하기 시작하지만, 그리젤다만이 그것을 본다.
써니는 임프로부터 묘약을 회수하고 성으로 행진하는 롤랜드에게 그것을 준다. 늪지 왕은 이것을 보고 마리앤이 자신을 함정에 빠뜨렸다고 의심하여 다시 마음을 다치고 그녀를 거미줄에 갇힌 채 남겨둔다. 그녀는 탈출하여 성에서 벌어지는 전투에 합류한다. 써니는 설탕자두, 던, 그리고 임프가 사랑의 묘약을 뿌린 사랑에 빠진 숲속 생물들을 풀어준다.
탈출 과정에서 늪지 왕은 모두가 탈출할 수 있을 만큼 오랫동안 은신처의 입을 열어준다. 그는 마리앤의 안도 속에 살아남고, 써니는 던에게 진정한 감정을 드러낸다. 써니에 대한 사랑을 깨달은 후 사랑의 묘약의 마법이 풀리고 둘은 키스한다. 롤랜드는 사랑의 묘약을 손에 든 채 죽을 뻔한 후 돌아온다. 그는 마리앤에게 묘약을 뿌리고, 늪지 왕의 불쾌감 속에 그녀는 마법에 걸린 듯 노래하기 시작한다. 설탕자두는 매우 격분한 늪지 왕을 붙잡고 기다리라고 재촉한다. 키스하려던 마리앤은 롤랜드를 때리고, 롤랜드는 떨어지는 사랑의 묘약을 맞은 후 갈라진 틈으로 떨어진다. 묘약이 마리앤에게 듣지 않았음이 드러나는데, 그녀는 이미 다른 사람과 사랑에 빠져 있었기 때문이다. 늪지 왕과 마리앤은 마침내 서로에 대한 감정을 인정하고 키스한다.
크레딧이 끝난 후, 롤랜드는 자신의 전사들에게 돌아오고, 영화 초반에 그리젤다가 늪지 왕에게 잠재적인 아내로 소개했던 암컷 곤충과 미친 듯이 사랑에 빠져 전사들을 역겹게 한다.